# WEY Latte
Le WEY Latte est une automobile crossover compact produit par Great Wall Motors sous la marque premium WEY.

## Aperçu

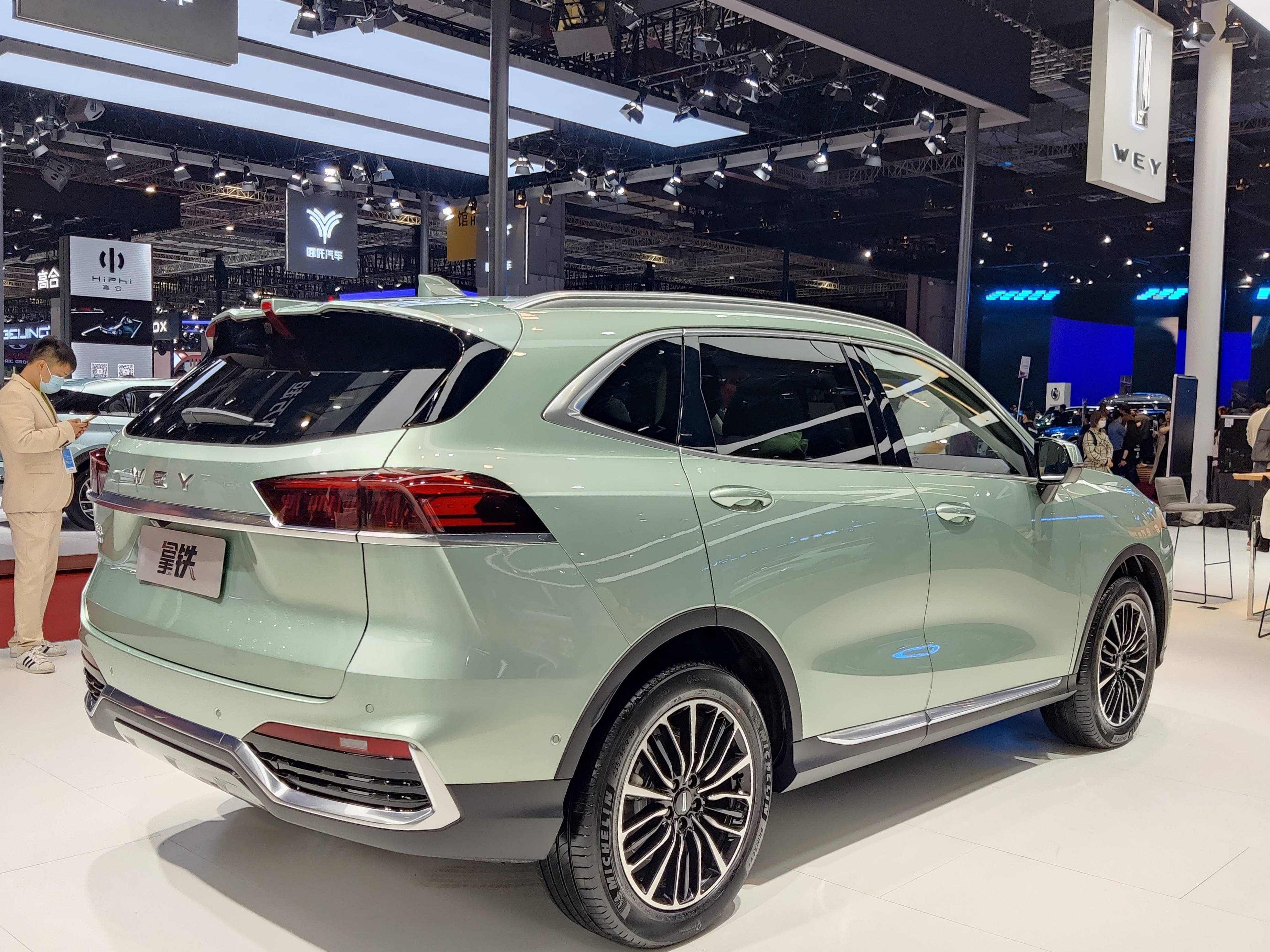
Arrière du WEY Latte

Le Latte a été présenté lors du Salon de l'auto de Shanghai en 2021. Les ventes ont commencé en avril 2021 durant le salon de l'automobile de Shanghai sur le marché de la Chine continentale.
Le crossover porte le nom du café au lait. Avec le WEY Mocha et le WEY Macchiato, deux autres véhicules de la marque aux noms de spécialités de café qui ont également été présentés à Auto Shanghai.

### Groupe motopropulseur
Le crossover compact Latte est équipé d'un moteur quatre cylindres en ligne turbocompressé de 2,0 litres portant le nom de code E20N. Le moteur quatre cylindres utilise une conception à cycle Miller avec un rendement thermique de plus de 38 % et une puissance maximale de 213 chevaux. Côté transmission, il est accouplé à une boîte de vitesses à double embrayage humide à 9 rapports développée en interne par Great Wall. Un moteur quatre cylindres en ligne turbocompressé de 1,5 litre doté de la technologie hybride intelligente DHT est également disponible. Le groupe motopropulseur du moteur turbo de 1,5 litre se concentre sur l'économie dans des scénarios d'utilisation urbaine et prend en charge des modes de fonctionnement tels que la conduite purement électrique, la conduite hybride, la conduite en série, la récupération d'énergie et la recharge au ralenti. Le système atteint une puissance totale de 175 kW, un couple de 530 n.M, accélération jusqu'à 100 km/h en 7.5s et consommation de carburant de 4,9 litres au 100 km.